# 已講
已講（いこう）は、「三会已講師」の略で、僧職、僧位の一つ。
平安時代は、奈良の諸大寺で行われる南都三会（宮中御斎会、興福寺維摩会、薬師寺最勝会）で、講師を勤め上げた僧に与えられる称号だった。近世に入ると、天台宗法華大会で講師を勤めた僧や浄土宗西山派における学問上の僧位を意味するようになる。
興福寺一乗院、および大乗院の僧職の意味も持つ。